# Авдєєва Лілія Василівна
Лілія Василівна Авдє́єва (нар. 20 серпня 1956, Київ) — українська мікробіологиня, винахідниця. Кандидат біологічних наук з 1991 року, доктор медичних наук з 2004 року.

## Біографія
Народилася 20 серпня 1956 року в Києві. У 1982 році закінчила Київський університет.
- У 1973—1985 роках працювала у Київському медичному інституті;
- У 1986—2007 — в Інституті епідеміології та інфекційних хвороб АМНУ: від 2000 року — провідна наукова співробітниця;
- Від 2007 року — завідувачка відділу антибіотиків Інституту мікробіології і вірусології НАНУ[2].

## Наукова діяльність
Вивчає внутрішньо-лікарняні інфекції та антибіотикорезистентність мікроорганізмів; розробляє нові антимікробні препарати, пробіотики на основі бактерій роду Bacillus, препарати для захисту рослин від фітопатогенних збудників. Наукові досягнення вченої викладено у 145 наукових роботах (1 монографія, 2 підручники, 5 авторських свідоцтв і патентів на препарати з протимікробною дією, понад 90 статей у провідних українських і закордонних журналах). Праці:
- Современные представления о бактериологической диагностике Pseudomonas aeruginosa, механизмах формирования лекарственной устойчивости и новых подходах к разработке эффективных мер предупреждения внутрибольничных инфекций и их терапии. Київ, 1997 (у співавторстві);
- Нагляд і контроль за резистентністю до антибіотиків у мікроорганізмів, ізольованих у імунокомпромісних хворих // Лабораторна діагностика. 2000. № 1 (у співавторстві);
- Сучасні цефалоспоринові антибіотики. Проблема вибору // Журн. практ. лікаря. 2006. № 4 (у співавторстві);
- Инфекционный контроль в системе мероприятий по профилактике внутрибольничных инфекций в акушерских стационарах: Руководство для преподавателей. Київ, 2007 (у співавторстві).